# Exophyla
Exophyla là một chi bướm đêm thuộc họ Erebidae.

## Loài
- Exophyla flexularis Mabille, 1890
- Exophyla melanocleis Hampson, 1926
- Exophyla molybdea Hampson, 1926
- Exophyla multistriata Hampson, 1910
- Exophyla platti Prout, 1925
- Exophyla poliotis Hampson, 1902
- Exophyla rectangularis Geyer, [1828]